# João Evangelista de Almeida Ramos

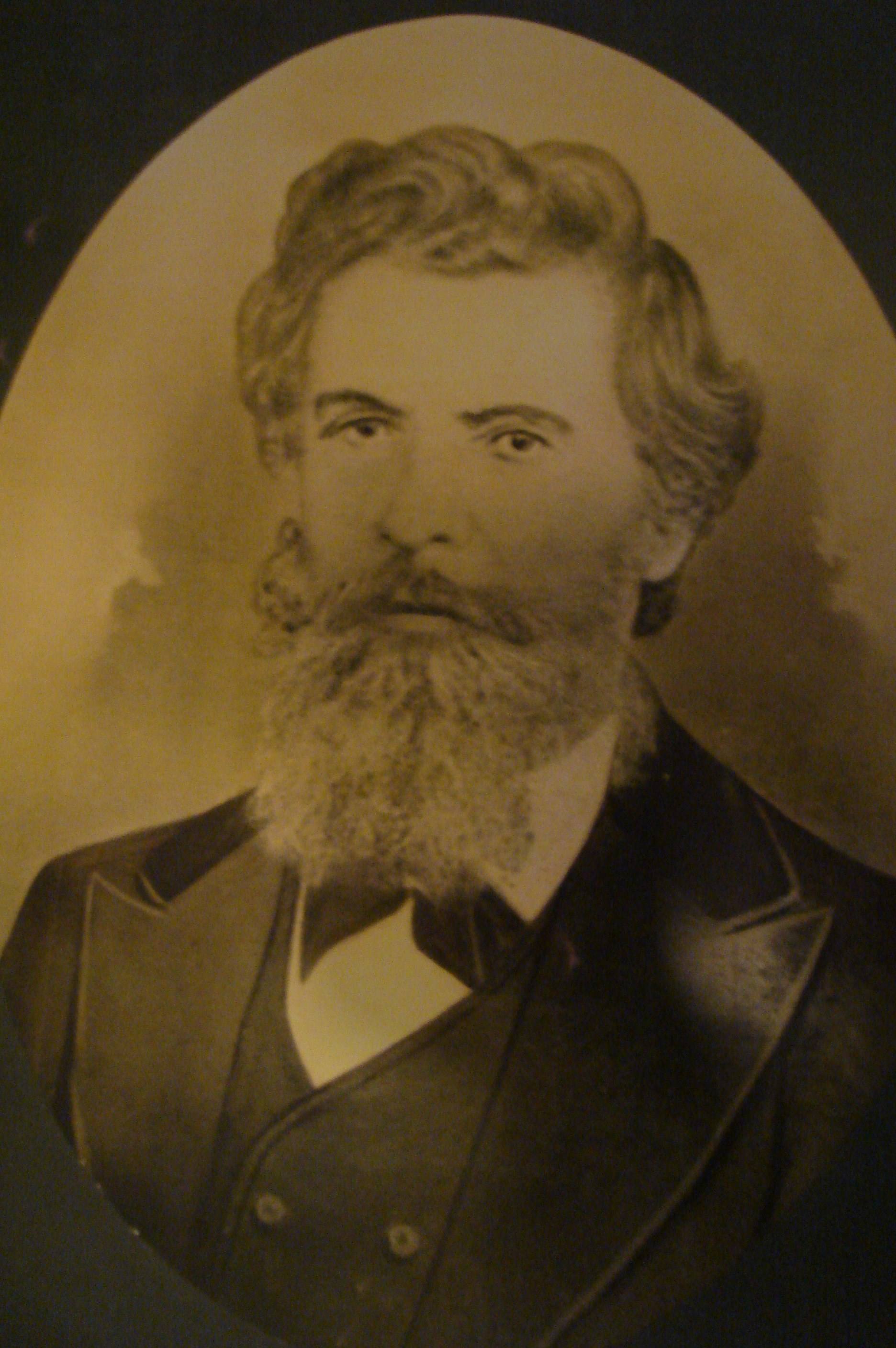
Pintura do Barão de Santa Bárbara, do final do século XIX.

João Evangelista de Almeida Ramos, primeiro e único barão de Santa Bárbara (Barbacena, MG, 6 de maio de 1826 — Rio Preto, MG, 12 de junho de 1903) foi um fazendeiro brasileiro.
Filho de Manuel Antônio de Almeida Ramos e de Joana Teresa do Espírito Santo, nasceu em 06/05/1826, no então povoado do Rio do Peixe, pertencente a Barbacena, MG, que daria origem à atual cidade de Lima Duarte.  Foi casado, em primeiras núpcias, com Maria Messias Teixeira Guimarães, sobrinha do visconde de Rio Preto. Casou-se, em segundas núpcias, em 18/10/1865, com Mariana Duque. Teve descendência de ambos os casamentos.
Foi major, e, posteriormente, tenente-coronel da Guarda Nacional. Foi agraciado, por decreto de 03/08/1889, com o título de barão de Santa Bárbara, em referência ao distrito em que residia, a atual Santa Bárbara do Monte Verde, então pertencente ao município de Rio Preto, MG.
Em 1886 – O Barão de Santa Bárbara construiu a Igreja Matriz de Santa Bárbara, um dos mais belos cartões postais do Município, o Barão de Santa Bárbara fixou residência no Vale do Pirapitinga distrito de Santa Bárbara do Monte Verde, tornando-se o maior proprietário rural da região. E foi homenageado com seu busto em frente a prefeitura municipal de Santa Bárbara do Monte Verde.
Leva seu nome a praça central de Santa Bárbara do Monte Verde, situada em frente à igreja matriz em que está sepultado. 